# 第115独立領土防衛旅団 (ウクライナ領土防衛隊)
第115独立領土防衛旅団（だい115どくりつりょうどぼうえいりょだん、ウクライナ語: 115-та окрема бригада територіальної оборони）は、ウクライナ領土防衛隊の旅団。北部作戦管区隷下。

## 概要

### ドンバス戦争
2018年6月27日、ドンバス戦争の影響に伴い、ウクライナ領土防衛隊の動員が開始され、ジトーミル州で創設された。

### ロシアのウクライナ侵攻

第115旅団旗

2022年2月24日、ロシアのウクライナ侵攻でベラルーシと国境を接する北部ジトーミル州に配備され、国境を防御していたが、5月に同じ旅団番号の第115独立機械化旅団と混同されて東部ルハーンシク州セヴェロドネツィク地区で部隊が無断撤退したと誤報される風評被害に見舞われた。

#### 東部・スヴァトヴェ-クレミンナ戦線
2023年5月、東部ルハーンシク州スヴァトヴェ地区に再配置され、クプヤンシク方面に展開した。

#### 東部・南ドネツク戦線
2024年7月、第139独立領土防衛大隊が東部ドネツィク州ヴォルノヴァーハ地区に再配置され、ヴェリカ・ノヴォシルカ方面に展開した。

## 編制
- 旅団司令部（ジトーミル）
- 第138独立領土防衛大隊（ジトーミル）
- 第139独立領土防衛大隊（ベルディチウ）
- 第140独立領土防衛大隊（ズヴャゲル）
- 第141独立領土防衛大隊（オーヴルチ）
- 第142独立領土防衛大隊（マリン）
- 第143独立領土防衛大隊（コーロステニ）

- 火力支援中隊
- 迫撃砲中隊
- 対破壊工作中隊
- 戦闘・後方支援隊
- 衛生隊